# Нікола Штулич
Нікола Штулич (серб. Никола Штулић, нар. 8 вересня 2001, Сремська Митровиця, Сербія) — сербський футболіст, нападник бельгійського клубу «Шарлеруа» та національної збірної Сербії.

## Ігрова кар'єра

### Клубна
Нікола Штулич є вихованцем футбольної академії столичного клубу «Партизан». 14 червня 2020 року нападник дебютував професійному рівні в основі «Партизану», коли вийшов на заміну у матчі проти «Чукарички». В липні того ж року футболіст підписав з клубом професійний контракт на чотири роки.
У січні 2022 року як вільний агент Штулич перейшов до клубу «Раднички» (Ниш). Де відіграв один рік, відзначившись високою результативністю. І в січні 2023 року Нікола перейшов до бельгійського «Шарлеруа», підписавши з клубом контракт до літа 2026 року. Першу в новій команді Штулич провів 5 лютого 2023 року, коли вийшов на заміну на другий тайм у матчі проти «Мехелена».

### Збірна
26 січня 2023 року у товариському матчі проти команди США Нікола Штулич дебютував у складі національної збірної Сербії.

## Титули
Індивідуальні
- Кращий гравець місяця чемпіонату Сербії: серпень 2022[5]